# Пёлльниц, Карл-Людвиг
Барон Карл Людвиг Вильгельм Фрайхерр фон Пёлльниц (нем. Karl Ludwig von Pöllnitz; 25 февраля 1692, Иссум — 23 июня 1775, Берлин) — немецкий писатель

-мемуарист.

## Биография
Родился в дворянской семье Пёлльниц из Тюрингии. Его отцом был Вильгельм Людвиг фон Пельниц († 1693), полковник в Бранденбурге, который умер через год после рождения сына.
После смерти родителей в 1700 году вместе с братом унаследовал поместья в Бухе, Каров, Бернау. До 1710 года жил в Берлине, дружил с будущим прусским королём Фридрихом Вильгельмом I.
Служил сперва в армии Великого курфюрста Фридриха Вильгельма I. Вёл жизнь, полную приключений. Предлагал свои услуги в качестве ландскнехта многим дворам, был готов служить всем. Побывал во многих европейских столицах. Служил в армиях Австрии и Испании. С целью наживы по всей Европе искал богатых вдов и бежал от кредиторов. Шпионил за Веной и Дрезденом.

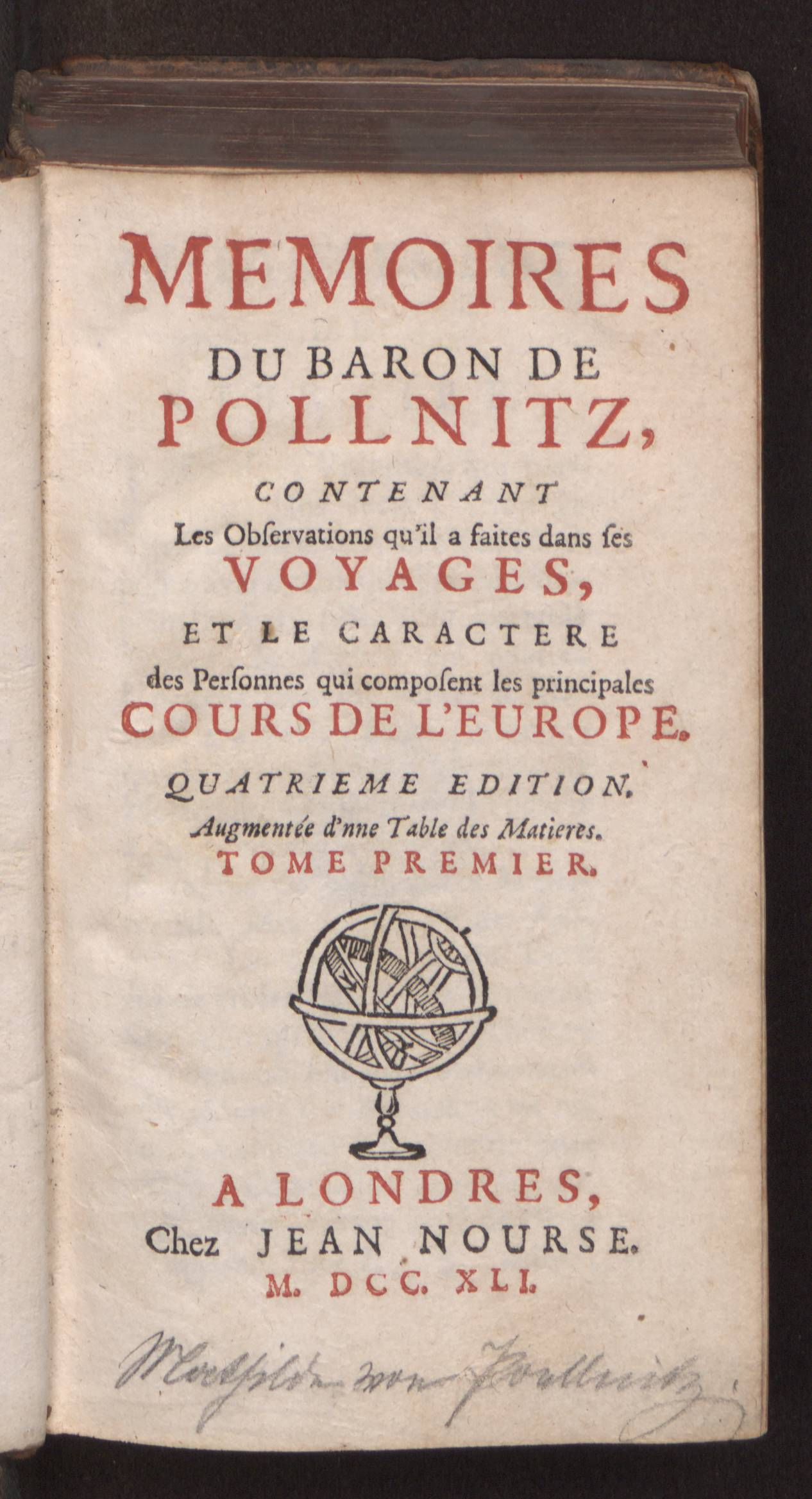
«Воспоминания» барона фон Пёлльница, 1741 г.

Вернувшись в Берлин в 1735 году, он получил пост при дворе Фридриха Вильгельма I, который очень его любил и ценил. С 1740 года служил обер-церемониймейстером у Фридриха Великого. В кругу Фридриха Великого он часто становился объектом грубых шуток. Пёлльниц однажды упомянул, что «он скорее будет служить свиньям, чем пруссакам».
Умер в нищете в Берлине в 1775 году. После его кончины, Фридрих II писал Вольтеру, что Пёлльница не оплакивал никто, кроме его кредиторов.
Сочинения Пёлльница, не лишённые остроумия, являются интересным источником информации о его эпохе, хотя содержащиеся в них факты часто бывают ложными или малодостоверными.
Одно из самых известных сочинений — «La Saxe Galante» (1734) описание частной жизни Августа Сильного.

## Избранные произведения
- «Mémoires» (Люттих, 1734),
- «Nouveaux mémoires» (Амстердам, 1737),
- «Mémoires pour servir à l’histoire des quatre derniers souverains de la maison de Brandebourg» (Берлин, 1791),
- «Etat abrégé de la cour de Saxe sous la règne d’Auguste III» (Франкфурт, 1734),
- «Histoire secrète de la duchesse d’Hanovre, épouse de George I, roi de Bretagne» (Л., 1732)
- «La Saxe galante» (Амстердам, 1734). Первое, 3-е и 4-е сочинения изданы также на немецком языке.

## Публикации на русском языке
- Похождение барона де Польниц с примечаниями историческими и географическими, описанное им самим. — М., 1767.
- Роскошная Саксония. — СПб., 1782.